# 南屯區
南屯區，舊稱「犁頭店」，前身「南屯鄉」，位於臺灣臺中市西南方，臺中盆地與大肚山的交界地帶之上，為行政院中部聯合服務中心所在地。區內人口約有18.5萬人，為臺中市人口第五大區。
清領時期的南屯區因大量移民湧入開墾，有大量打製犁頭農具的店舖聚集，是臺中盆地開發時間較早的聚落之一。1970年代後隨著黎明新村的設置，加上其後臺中市區發展核心西移，擁有數座重劃區，促使包括教育、交通、公園綠地等方面的公共建設日趨完善，成為臺中市的新興住商混合發展地區。境內的臺中產業園區、臺中精科園區，皆為中臺灣重要的工業園區。

## 歷史

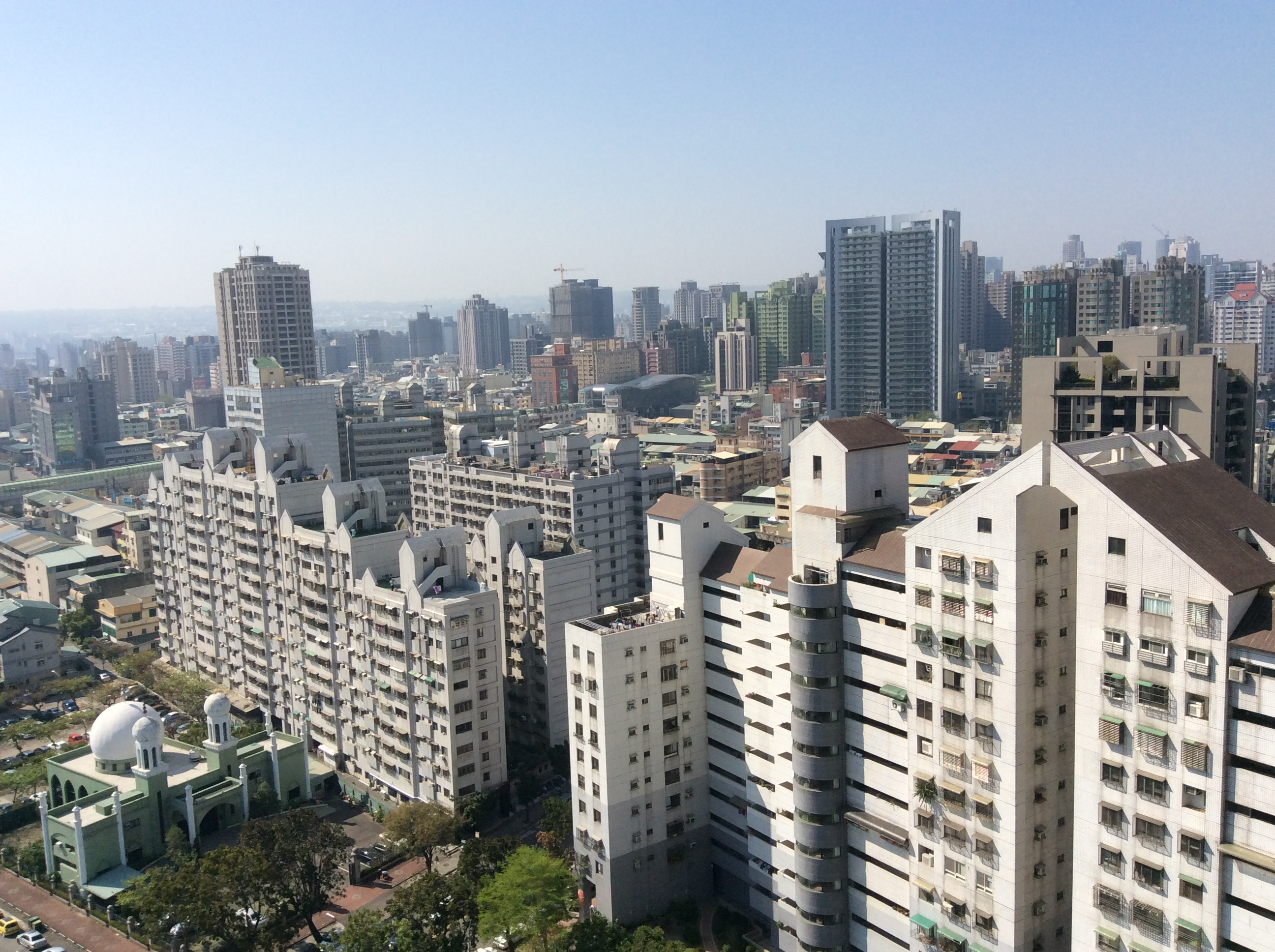
南屯區市景（2017年4月2日）

南屯早期為原住民巴布拉族貓霧拺社聚落，其舊址位於今南屯區西南方的春安里（即嶺東科大左側的台貿五村）。明鄭時期曾屯田於南屯，但明鄭滅亡後即荒廢。
清治時期，由於貓霧拺居民無力繳交番餉，當時福建副將兼定海總兵張國因曾來台擔任過北路營參將，看上南屯一帶的肥沃平野，遂在康熙49年（1710年）以代繳賦稅為條件，向居民取得土地開墾權，開墾包括南屯街區一帶的荒野，自立業護戶，設張鎮庄，是今南屯街區墾闢的濫觴。張鎮庄卻因與原住民有爭端，一度為遣民所廢庄。康熙末年，朱一貴事件弭平，雍正元年（1723年）彰化設縣，當時主導討剿朱一貴的台灣總兵藍廷珍接續張鎮庄舊地申辦墾照藍張興，遂有藍張興庄，南屯街區逐漸繁榮。道光年間，貓霧拺社遷至埔里，加上現街區位於半線（今彰化市）至葫蘆墩（今豐原區）路徑之中途，使該地漸成為南屯一帶的中心。因當時此地原有許多製造農具的打鐵店，其中以犁頭最為出名，地名遂改為犁頭店，稱為犁頭店街。與大里杙（今大里）、葫蘆墩（今豐原）合稱臺中三大聚落，同屬臺中盆地開發最早的區域。
台灣日治時期1920年，行政區名改制為南屯庄，棣屬台中州大屯郡。
第二次世界大戰後，中華民國接收日本台灣總督府所轄之區域，此區改為臺中縣南屯鄉。1947年併入台中市，改為南屯區迄今。往後區內里數歷經數次變更，至2001年起，南屯區共轄25里。

## 舊地名
- 犂頭店：為現在的南屯里。於清朝雍正、乾隆年間，因拓荒風氣鼎盛，移民湧集，農具製造與販售應運而生，打製犂頭等農具的店舖聚集，形成農民生產用具的交易中心，故稱作「犁頭店」。
- 番社腳：為現在的春社、春安二里。以前曾是平埔原住民的聚落，居民多陳、羅二姓，因此得名。
- 同安厝：為現在春社里之一部分。因為初期開墾的人是來自福建泉州府同安縣，所以聚落取名為同安厝，居民以陳姓佔多數。
- 豬哥：為現在的寶山里，因豬哥名過於粗俗,故叫做「知高庄」，本地則是在以前由海線進入台中必經之地。傳說清朝雍正年間，曾有專門以牽雄豬打種為業的人居住在此，因而得名。也有傳說，「知高」原為一山坑，因常見野豬來此引水而得名。
- 三塊厝：為現在的三厝、黎明、黎光三里，因初期開墾者興建了三棟房屋而得名。
- 麻糍埔：「糍」念作ㄘˊ，為現在的豐樂里之一部分，在台灣清治時期是彰化城及烏日與犁頭店、四張犁、潭仔墘（潭子）及葫蘆墩（豐原）南來北往的中途必經之地。傳說在此竹圍密佈的草埔地，有許多攤位在此中途站擺攤賣麻糬供旅人充飢，因此得名。
- 山仔腳：為現在的文山里南邊一部份，因位於大肚台地山麓地帶而得名。
- 水碓：「碓」念作ㄉㄨㄟˋ，為現在的鎮平里之一部分。「水碓」為舂米的石臼工具，係利用水流力量來自動舂米的機具，以河水流過水車進而轉動輪軸，再撥動碓桿上下舂米。
- 新子：為現在的新生里在原南屯路今五權西路一帶，清代稱為「新庄仔莊」，日治時期稱為「新庄仔庄」，傳說是新建的村莊，故稱為新莊仔。
- 劉厝庄：居民多以劉姓為主，故稱「劉厝庄」,為新生里的一部分,在今永春東路一帶。

## 地理

### 地形與水文
南屯區的地形東西寬廣而南北狹長，東至麻園頭溪與南區、西區為界，西至大肚台地與大肚區為鄰，南接烏日區，北端與西屯區接壤。區內東半部為台中盆地，西半部則為大肚山台地的斜坡面，整體地勢北高南低、西高東低，區內則有土庫溪、筏子溪、麻園頭溪等溪流由北往南的方向穿梭其間。望高寮為南屯區的地理高點，海拔約270公尺。

### 氣候
南屯區的氣候屬於低緯度之副熱帶季風區，氣候與臺中盆地其他地區之氣候略同，氣溫及濕度均高，夏季多雨、冬季乾旱，年平均溫度為攝氏23度左右，年平均最高溫度為攝氏28度，最低溫出現於1月份，4月至9月氣溫最高，每年從10月至翌年3月則較為涼爽乾燥。每年4月至6月為雨季，6月至9月則多雷雨及颱風雨，為全年降雨量集中時節。年平均降雨量為1,642.1公釐，年平均濕度為77%。冬季風向主要受東北季風影響，但因有大肚山之屏障，風力較台中海線地區為小。

### 人口
根據臺中市政府民政局統計，2024年底南屯區戶數約7.6萬戶，人口約18.5萬人。區內人口最多與最少的里分別是文山里與鎮平里，2024年底兩里人口分別為14,870人與1,430人。2024年底時，南屯區人口中有14.98%是14歲以下人口，72.02%是15至64歲人口、13.00%是65歲以上人口，老化指數約為86.79%，是臺中市人口老化程度最低的行政區。

## 政治

### 區政組織

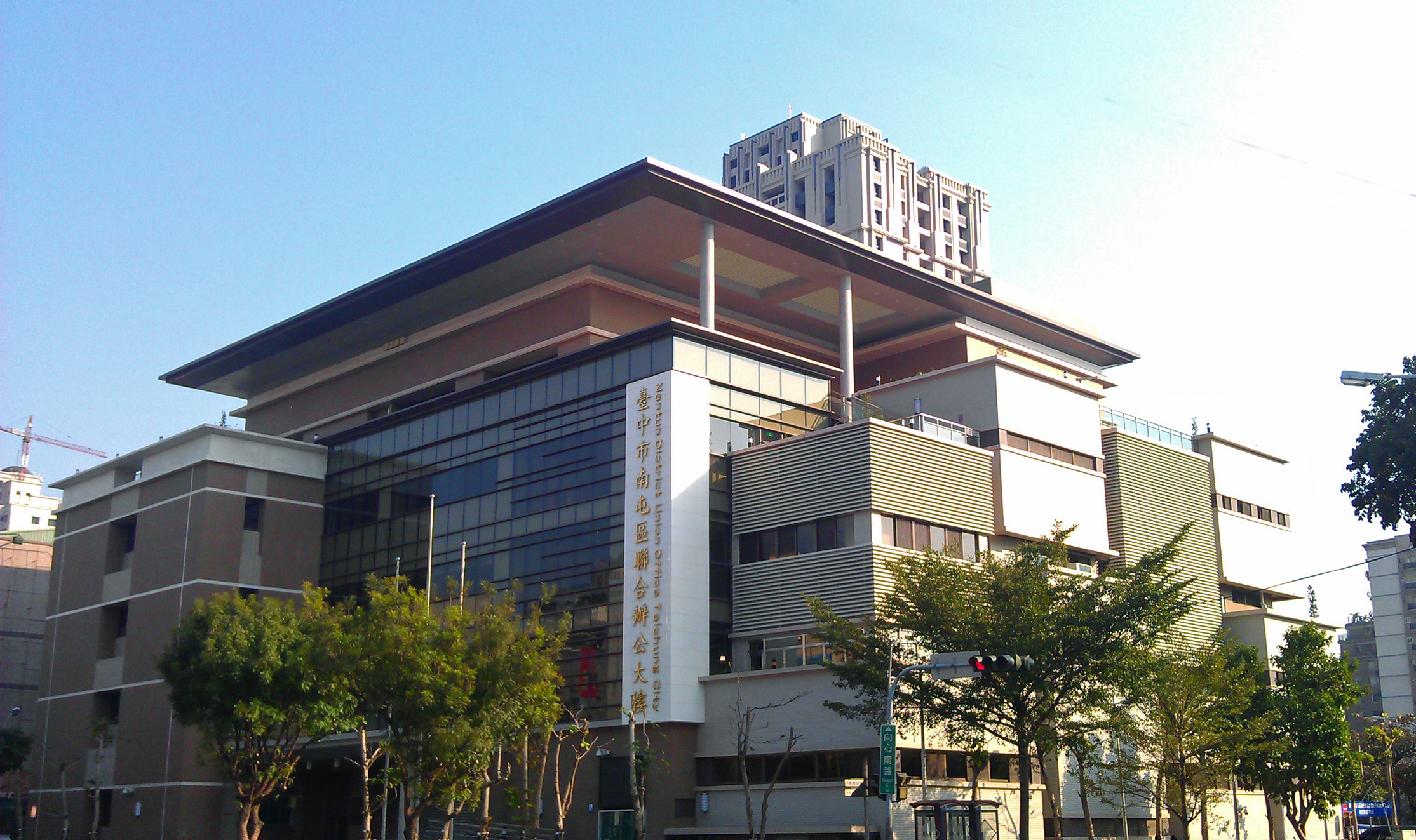
南屯區聯合辦公大樓

南屯區公所是臺中市政府在南屯區的派出機關，在中華民國政府架構中為市政府綜理區政的執行機關，上級業務監督機關為臺中市政府。区长由市長任命，其任期為無任期保障。在區長及主任秘書之下，設有5課4室等9個內部單位。南屯區為臺中市議會第七選區，在市議會的65席市議員中，南屯區共選出4席區域市議員（不含平地原住民與山地原住民議員）。

### 行政區

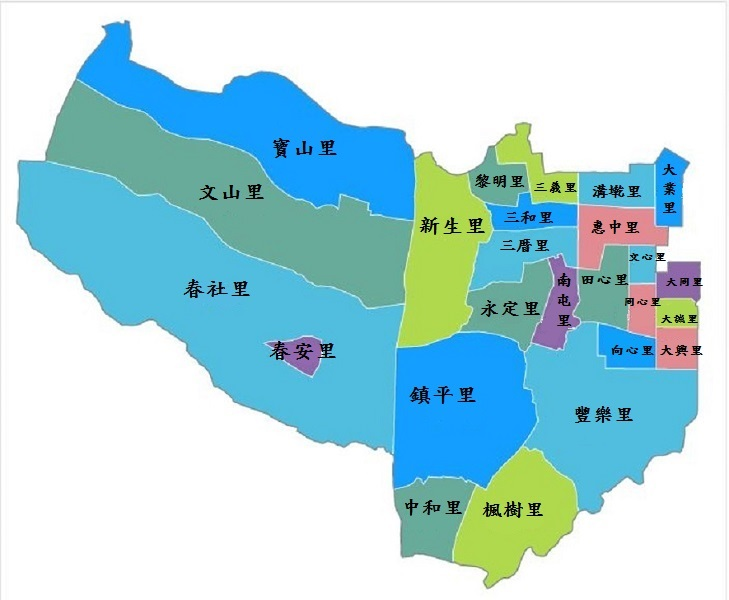
南屯區行政區劃

南屯區的行政區劃轄有南屯里、豐樂里、楓樹里、中和里、春社里、春安里、文山里、新生里、永定里、三厝里、溝墘里、田心里、黎明里、鎮平里、大同里、文心里、同心里、向心里、大誠里、大興里、大業里、惠中里、寶山里、三和里、三義里等25個里，共計597鄰。

### 其他政府機構
警消

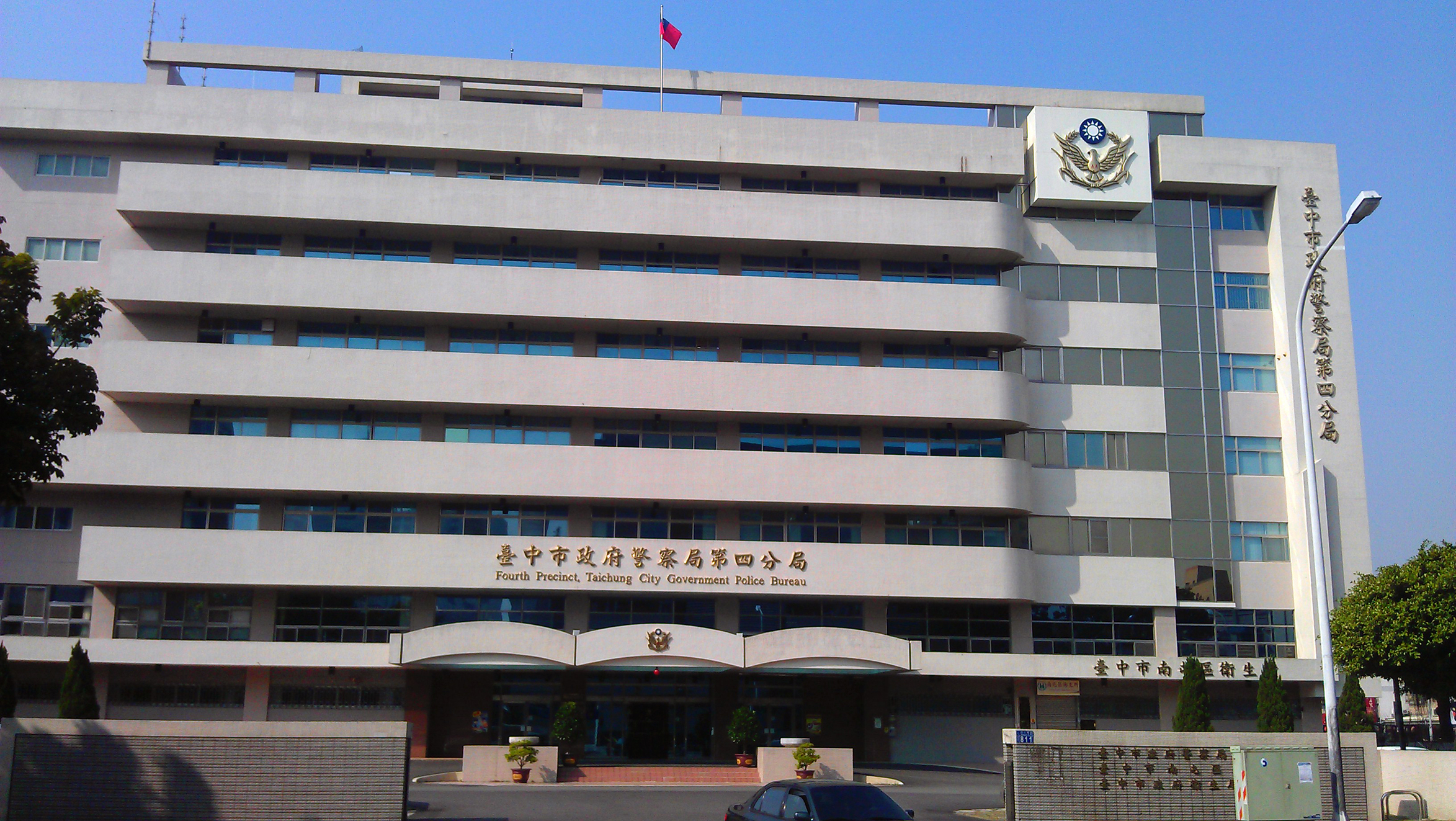
臺中市警察局第四分局

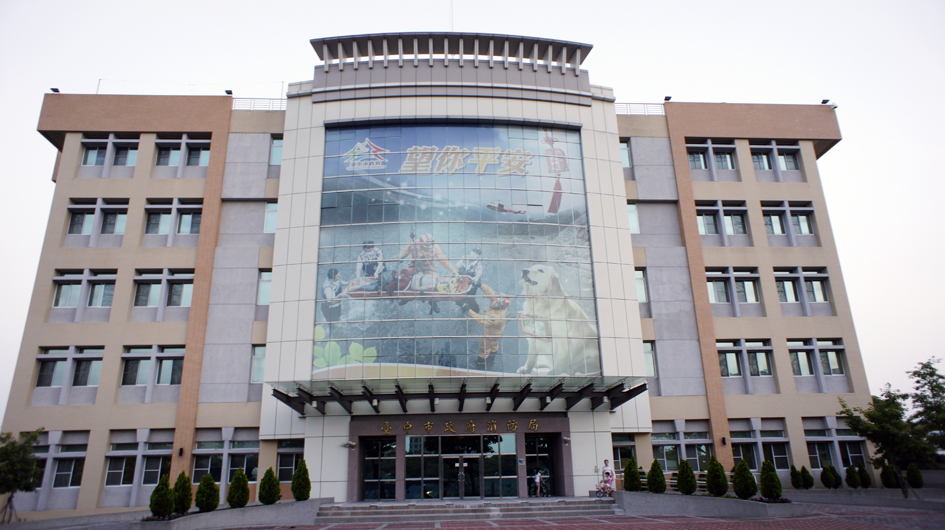
臺中市消防局

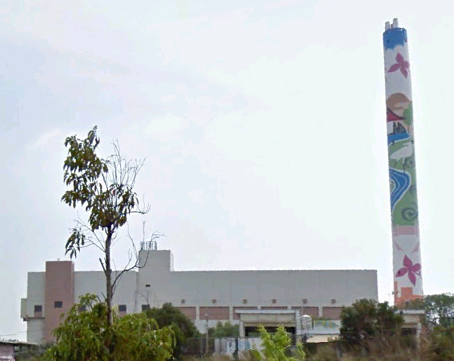
台中市垃圾焚化廠

- 臺中市政府消防局、第六救災救護大隊 南屯分隊
- 臺中市政府警察局第四分局與南屯派出所、春社派出所、黎明派出所、大墩派出所

獄政
- 臺中監獄
- 臺中女子監獄
- 臺中看守所
- 臺中戒治所
- 臺中少年感化院

其他機關與機構
- 行政院中服中心臺中辦公區
- 臺中市文山垃圾焚化廠

## 經濟

### 發展概況

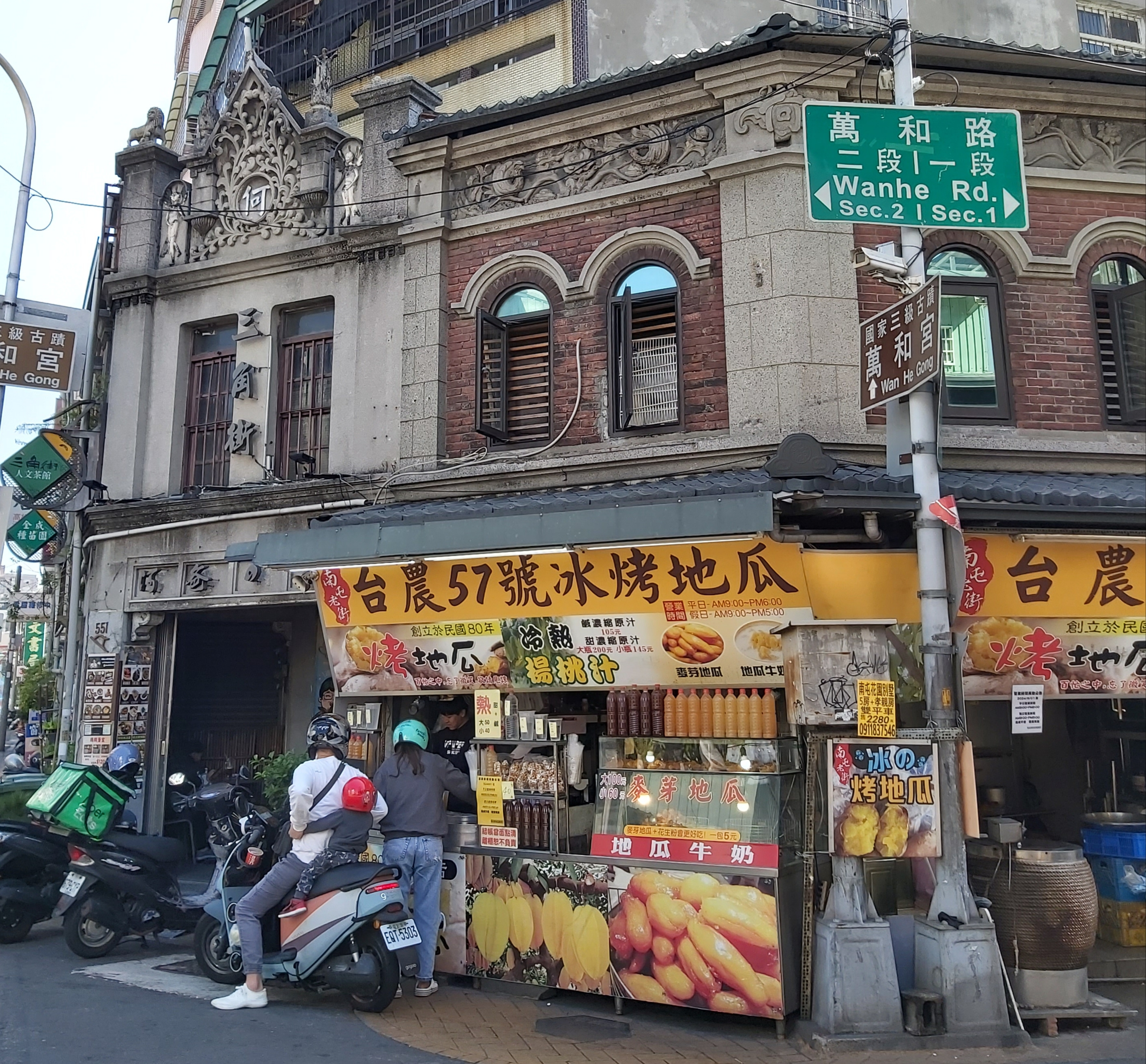
南屯三角街

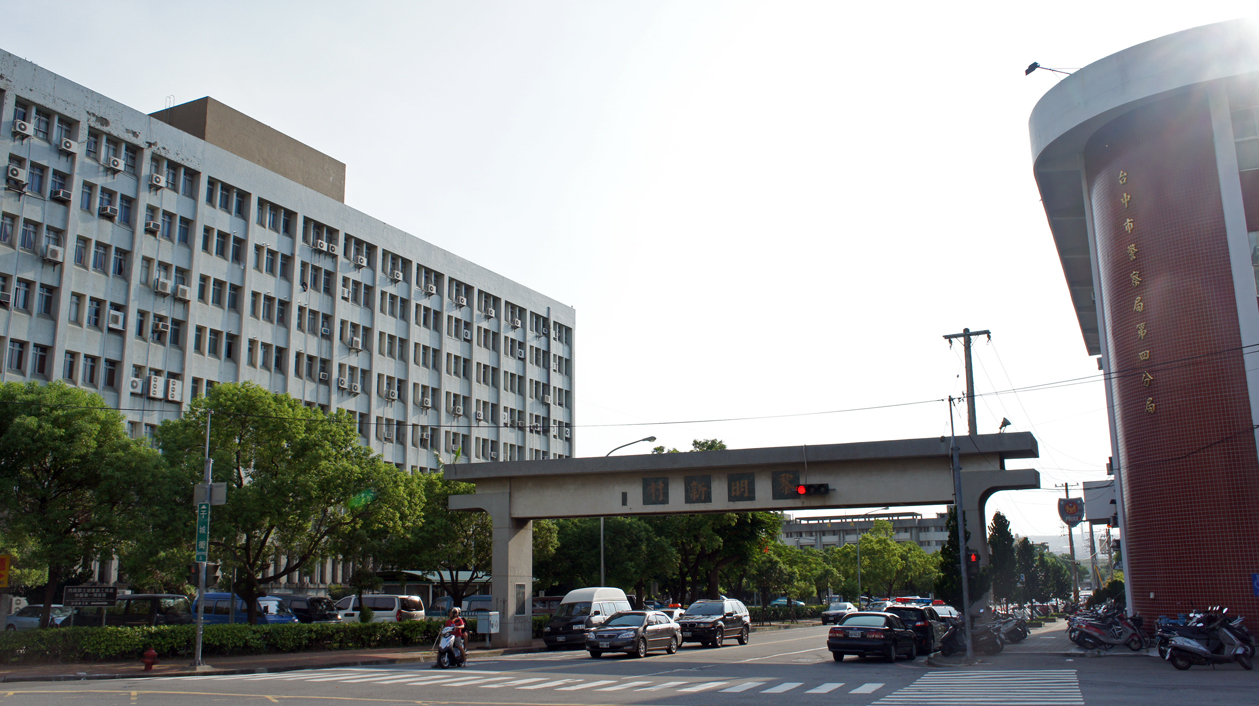
黎明新村

南屯區早期土地大多屬於農業區，以萬和宮、南屯國小、南屯老街、南屯市場為中心的「犁頭店街」，是該區及台中市發展最早的聚落。位於南端的楓樹里則屬於開發較早的半農業型態的社區。到了1970年代，為了安置台灣省政府員工及眷屬，在三厝開闢了黎明新村。
近年隨著都市政策，規劃不少重劃區，包括五期重劃區、七期重劃區、八期重劃區等。文心路以東的五期重劃區開發較早，其餘則多為1990年代以後始開發。由於重劃區以現代都市計畫規劃，街廓整齊並有完善的公共設施服務，如：文心森林公園、豐樂公園等大型綠地公園，大墩國小、大墩國中、惠文國小及惠文高中（含國中）等學校，吸引大量的外來人口移入。2005年隨著政府解禁筏子溪與環中路東側的後期發展區，在自辦市地重劃進行整體開發下，該地由農業區逐漸轉成住宅區和商業區。
中山高速公路以西地帶，於1960年代政府在今春安里的大肚山腳東側地區設立台貿五村、干城六村、馬祖二村等眷村，惟現已眷改撤村。另許多大型公共設施與機關均在此設立，例如文山垃圾焚化廠、台中工業區、臺中監獄、少年觀護所等。近年則開闢有精密機械科技創新園區。
2001年增設中山高速公路南屯交流道、2002年啟用台74線中彰快速道路快官至中清路段、環中路新闢工程，持續促進了的南屯區的發展。

### 金融
- 臺灣銀行黎明分行、臺中精密園區分行
- 臺灣土地銀行南屯分行
- 合作金庫銀行南屯分行、黎明分行、五權分行、文心分行
- 第一銀行南屯分行
- 彰化銀行南屯分行
- 台中銀行南屯分行
- 三信銀行南屯分行
- 玉山銀行南屯分行、大墩分行
- 台新銀行南屯分行、大墩分行、文心分行
- 國泰世華銀行文心分行
- 中國信託銀行南屯分行、惠中分行
- 台北富邦銀行南臺中分行
- 永豐銀行南臺中分行、西屯分行
- 上海商業儲蓄銀行南屯分行
- 高雄銀行臺中分行
- 京城銀行文心分行
- 新光銀行南屯分行、大墩分行
- 元大銀行南屯分行
- 日盛銀行臺中分行
- 渣打銀行南屯分行、文心分行
- 花旗(台灣)銀行臺中分行

## 運動
- 南屯國民運動中心
- 臺中足球運動休閒園區（益豐路三段、龍富九路口，興建中）

## 教育

### 大專院校
- 嶺東科技大學校本部
- 嶺東科技大學寶文校區
- 國立臺中科技大學南屯校區（興建中）

### 高級中等學校
- 臺中市立惠文高級中學
- 臺中市私立嶺東高級中學

### 國民中學
- 臺中市立黎明國民中學
- 臺中市立萬和國民中學
- 臺中市立大業國民中學
- 臺中市立大墩國民中學
- 臺中市立惠文高級中學國中部
- 臺中市私立嶺東高級中學國中部

### 國民小學
- 臺中市南屯區春安國民小學
- 臺中市南屯區黎明國民小學
- 臺中市南屯區東興國民小學
- 臺中市南屯區鎮平國民小學
- 臺中市南屯區永春國民小學
- 臺中市南屯區南屯國民小學
- 臺中市南屯區文山國民小學
- 臺中市南屯區大新國民小學
- 臺中市南屯區惠文國民小學
- 臺中市南屯區大墩國民小學

### 特教學校
- 臺中市立臺中特殊教育學校

### 實驗學校
- 私立弘明實驗學校
- 私立豐樂實驗學校

### 社會教育
- 國立公共資訊圖書館黎明分館
- 臺中市立圖書館南屯分館
- 臺中市立圖書館李科永紀念分館

## 醫療機構
- 中國醫藥大學附設醫院培德醫院（獄政醫療機構）
- 林新醫院
- 友仁醫院
- 佛教正德醫院

## 交通

### 鐵路
台中捷運
- 烏日文心北屯線：111 水安宮 – 112 文心森林公園 – 113 南屯站 – 114 豐樂公園
- █ 崇德豐原線延伸南屯（規劃中) 南屯站  – 永定厝站  –  天目城站  –  新庄子站  –  嶺東總站  –  文山國小站 –  精科園區站  –  周厝崙站  –  貓仔崙站

### 公路
- 國道一號（中山高速公路）：境內設有181 南屯南屯交流道
- 台74線：快官霧峰線，台中環線，境內設有4 高鐵台中高鐵台中交流道、5 南屯一南屯一交流道、7 南屯二南屯二交流道
- 市道125號：西屯區－南屯區－烏日區
- 市道127號：西屯區－南屯區－烏日區
- 市道136號：西區－南屯區－大肚區
- 公益路二段
- 向上路
- 文心路一段／文心南路
- 南屯路
- 忠勇路
- 五權西路

### 公車客運
- 本表更新時間為2024年2月25日。

| 路線號碼 | 營運區間                                     | 營運業者          | 備註 |
| -------- | -------------------------------------------- | ----------------- | --- |
| 5        | 臺中火車站－僑光科技大學                     | 全航客運          | 經一中商圈、大墩文化中心、文心森林公園、 惠文高中、大遠百、新光三越、逢甲商圈                                                                       |
| 23       | 中清同榮路口－大里高中                       | 統聯客運          | 經文華高中、惠文高中、美村路、 中興大學、國立公共資訊圖書館                                                                                         |
| 26       | 新民高中－嶺東科技大學                       | 台中客運          | 經南屯路、新烏日車站 |
| 27       | 臺中火車站－嶺東科技大學                     | 台中客運          | 經公益路、老虎城、秋紅谷、朝馬 |
| 29       | 臺中監獄－第一廣場－臺中監獄                 | 台中客運          | 為單循環路線 經一中商圈、天津路商圈、逢甲商圈、黎明路、嶺東科技大學                                                                                 |
| 30       | 嶺東科技大學－臺中火車站－嶺東科技大學       | 中鹿客運          | 部分班次延駛台中區監理所，為單循環路線 經南屯路、永春路                                                                                             |
| 40       | 臺中火車站－嶺東科技大學－中台新村           | 中鹿客運          | 經南屯路、文心路、永春路、五權西路 |
| 54       | 下港尾－烏日                                 | 台中客運          | 經逢甲商圈、朝馬 |
| 56       | 新光里－新烏日火車站                         | 統聯客運          | 經新建國市場、臺中一中、大墩文化中心、國立台灣美術館、嶺東科技大學                                                                                  |
| 60       | 坪頂－大智公園                               | 台中客運          | 經臺中榮總、後火車站、國立公共資訊圖書館、大墩路 |
| 70       | 嶺東科技大學－綠川東站－嶺東科技大學         | 台中客運          | 為單循環路線 經一中商圈、廣三SOGO、東興路、高鐵台中站、彩虹眷村                                                                                     |
| 72       | 嶺東科技大學－慈濟醫院                       | 台中客運          | 經嶺東中學、文華高中、松竹路 |
| 73       | 統聯轉運站－莒光新城                         | 統聯客運          | 經文心森林公園、中山醫學大學、臺中高工、中興大學、臺中車站                                                                                          |
| 75       | 臺中榮總－吉星社區                           | 統聯客運          | 榮總端點為榮總宿舍， 經老虎城、黎明新村、國立臺灣美術館、大墩文化中心、 臺中火車站、田園新村、國軍臺中總醫院、勤益科大、光華高工                    |
| 75區     | 臺中女中－勤益科技大學                       | 統聯客運          | 為尖峰時刻部分路線增開班次 17:00、17:20自臺中女中發車                                                                                               |
| 79       | 中科管理局－大慶車站                         | 統聯客運          | 經逢甲商圈 |
| 81       | 統聯轉運站－臺中火車站－太平                 | 統聯客運          | 經臺中一中、勤美誠品、黎明新村 |
| 83       | 仁友停車場-捷運文心森林公園站                | 中鹿客運          | 經精科園區、哈魚碼頭、IKEA、向上郵局(林新醫院) |
| 89       | 嶺東科技大學－東門橋                         | 中鹿客運          | 東門橋端點為毓祥護理之家， 經國立台灣美術館、公共資訊圖書館、後火車站、興大附農、捷運文心森林公園站、IKEA、向上郵局(林新醫院)                       |
| 99       | 精武車站－高鐵臺中站－嶺東科技大學           | 中鹿客運          | 部分班次延駛台中區監理所， 經捷運豐樂公園站、中山醫學大學、捷運大慶站(大慶車站)、捷運九張犁站、捷運九德站、捷運烏日站、好市多、豐樂公園、、彩虹眷村 |
| 107      | 黎明新村－舊正（烏溪橋頭）                   | 台中客運          | 經黎明新村、黎明路、公益路、台中醫院、台中車站、 興大附農、明德高中、立人高中、霧峰農工、光復新村                                                   |
| 127      | 臺中洲際棒球場－東興路－豐樂公園             | 巨業交通          | 經好市多、昌平路 |
| 127延    | 臺中洲際棒球場－崇德路－豐樂公園－捷運大慶站 | 巨業交通          | 經好市多、崇德路 |
| 157      | 文心森林公園－大甲區公所                     | 台中客運          | 為外埔新幹線 經逢甲大學、僑光科技大學、外埔區公所                                                                                                   |
| 202      | 豐富公園－豐原                               | 豐原客運          | 經樹德路、新田 |
| 203      | 豐富公園－豐原                               | 豐原客運          | 經北屯、新田、豐南國中 |
| 270      | 豐富公園－東勢                               | 豐原客運          | 經大南 |
| 271      | 豐富公園－東勢                               | 豐原客運          | 經東興 |
| 276      | 豐富公園－東勢                               | 豐原客運          | 經興中山莊 |
| 277      | 豐富公園－東勢                               | 豐原客運          | 經復盛里 |
| 290      | 干城站－童綜合醫院（梧棲院區）               | 台中客運          | 經向上路、萬壽棒球場、南屯郵局、南屯市場、永春路、台中工業區、四箴國中、沙鹿區公所、沙鹿光田醫院、沙鹿火車站、中港高中 部分班次繞駛至南寮里         |
| 323      | 新建國市場－彩虹眷村                         | 台中客運          | 經臺中州廳、臺中醫院、臺中教育大學、東海商圈、臺中區監理所、動物之家南屯園區、望高寮                                                                |
| 328      | 臺中車站－嶺東科技大學                       | 巨業交通          | 經台中工業區 |
| 355      | 仁友停車場－台中區監理所－西苑高中           | 中鹿客運          | 經台中工業區 |
| 357      | 台中國際機場－中台新村                       | 台中客運          | 經東大路、福科路、安和路、忠勇路 |
| 358      | 嶺東高中－逢甲大學                           | 中鹿客運          | 嶺東高中端點為仁友停車場，逢甲大學端點為文修停車場 部分班次延駛台中區監理所，經精科園區、臺中國家歌劇院、黎明新村                                   |
| 617      | 臺中港旅客服務中心－仁友停車場               | 中鹿客運          | 經大肚車站、龍井車站、新烏日車站、嶺東科大 |
| 658      | 惠文高中－大安區公所                         | 中台灣客運        | 經臺灣大道、大甲火車站 部分班次延駛至海墘國小 |
| 675      | 龍津高中－凱旋敦化路口                       | 台中客運 統聯客運 | 原199 |
| 綠1      | 松竹旱溪西路口－仁友停車場                   | 中鹿客運          | [ 17 ] |
| 綠2      | 太原車站－文心森林公園                       | 統聯客運          | |
| 綠3      | 省議會－台中市議會－省議會                   | 統聯客運          | 為單循環路線 |

### 公共自行車
臺中市公共自行車租賃系統（iBike）是臺中市政府推動的公共自行車租賃系統，2013年6月開始規劃建置，2014年7月18日開始營運，2017年5月16日使用次數突破一千萬人次，南屯區已於2014年10月25日正式引進YouBike1.0系統，並於2020年12月18日引進YouBike2.0系統，與北屯區、西屯區、北區及烏日區為臺中市首個引進YouBike2.0系統站點的行政區，2023年6月28日全面停止營運YouBike1.0系統，改為僅營運YouBike2.0系統。資料截至2024年12月31日，YouBike2.0系統已於南屯區設有124個站點，並可甲地租車、乙地還車，提供民眾租借使用。

## 旅遊景點

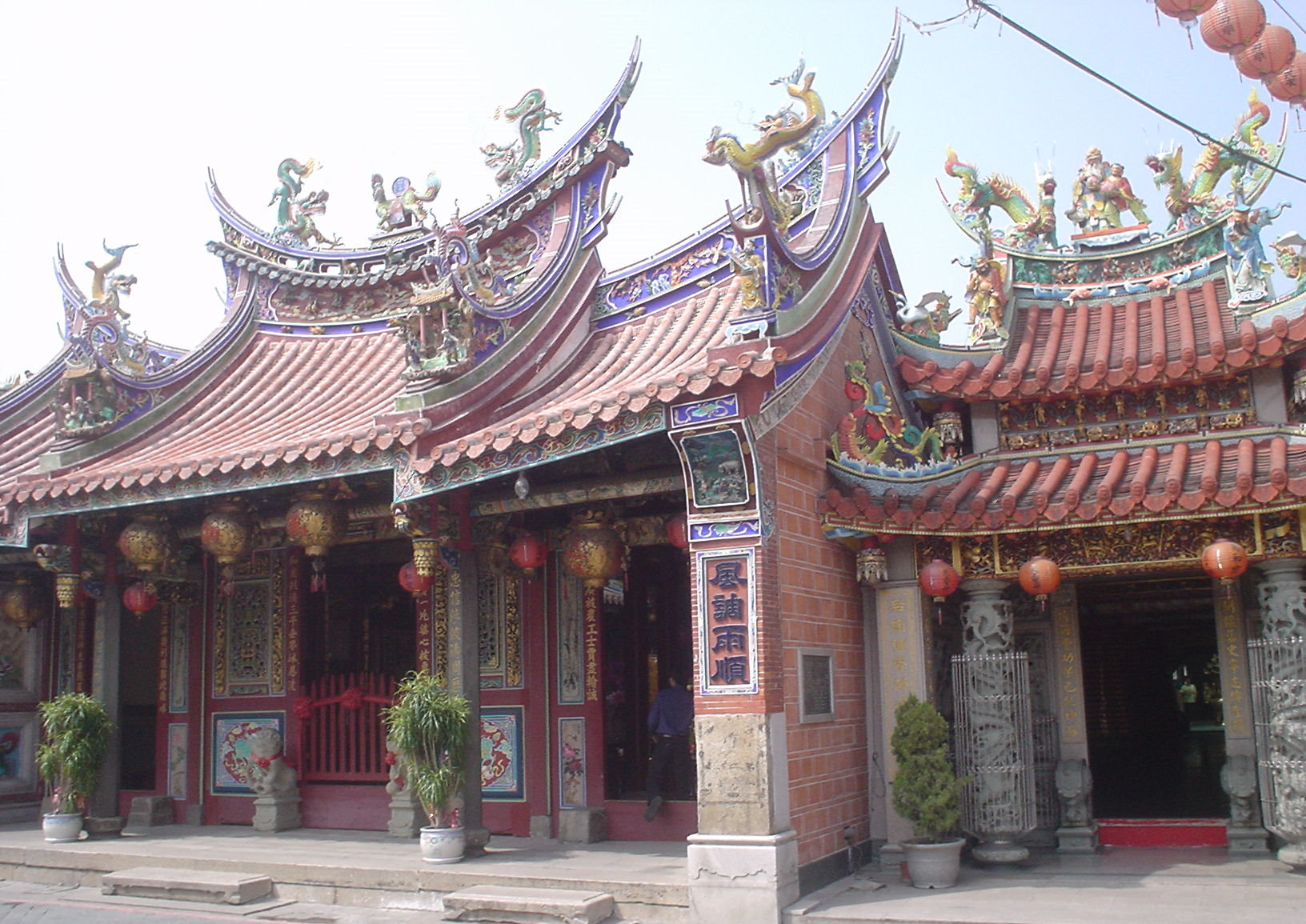
萬和宮

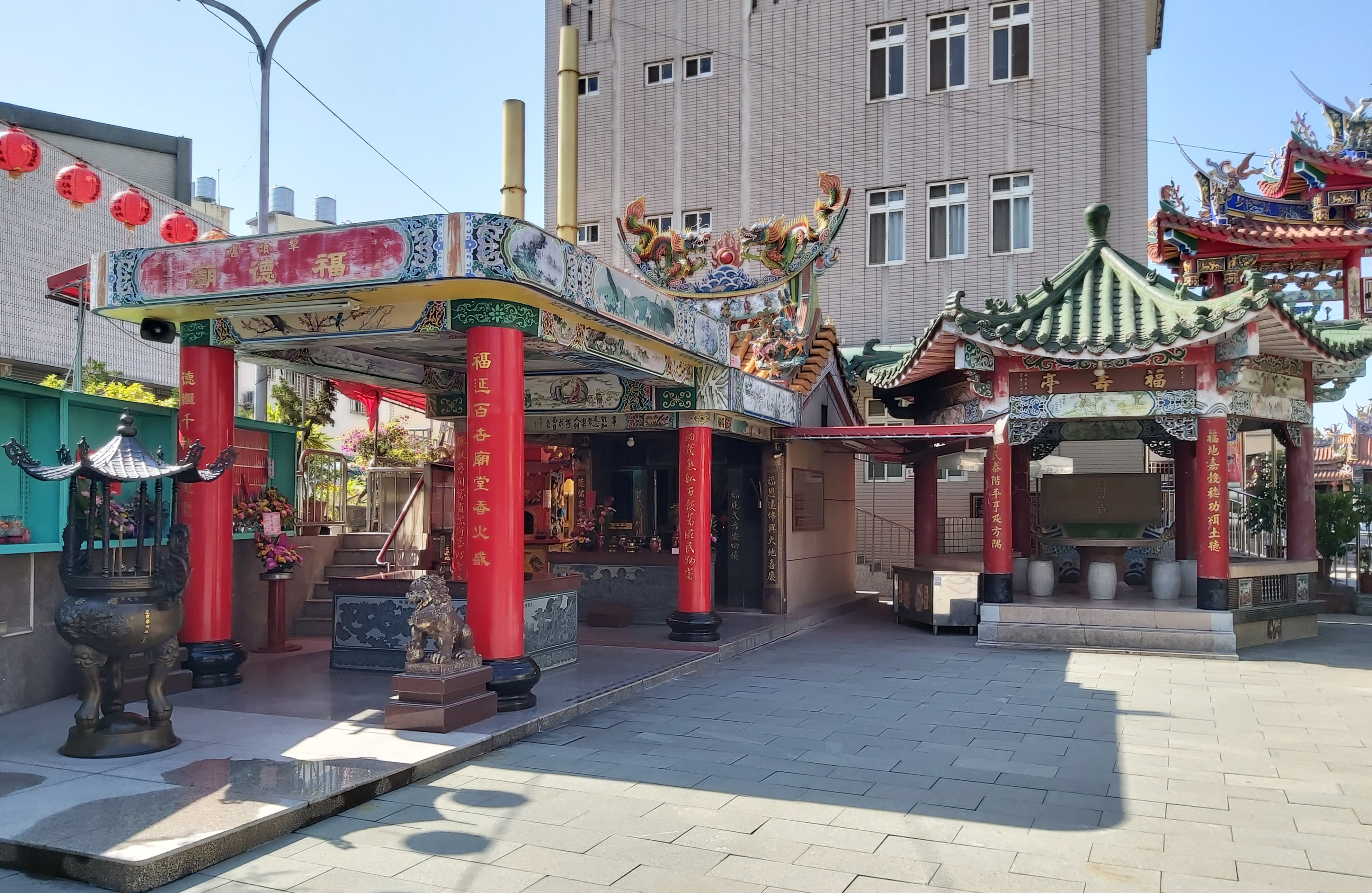
犁頭店福德廟

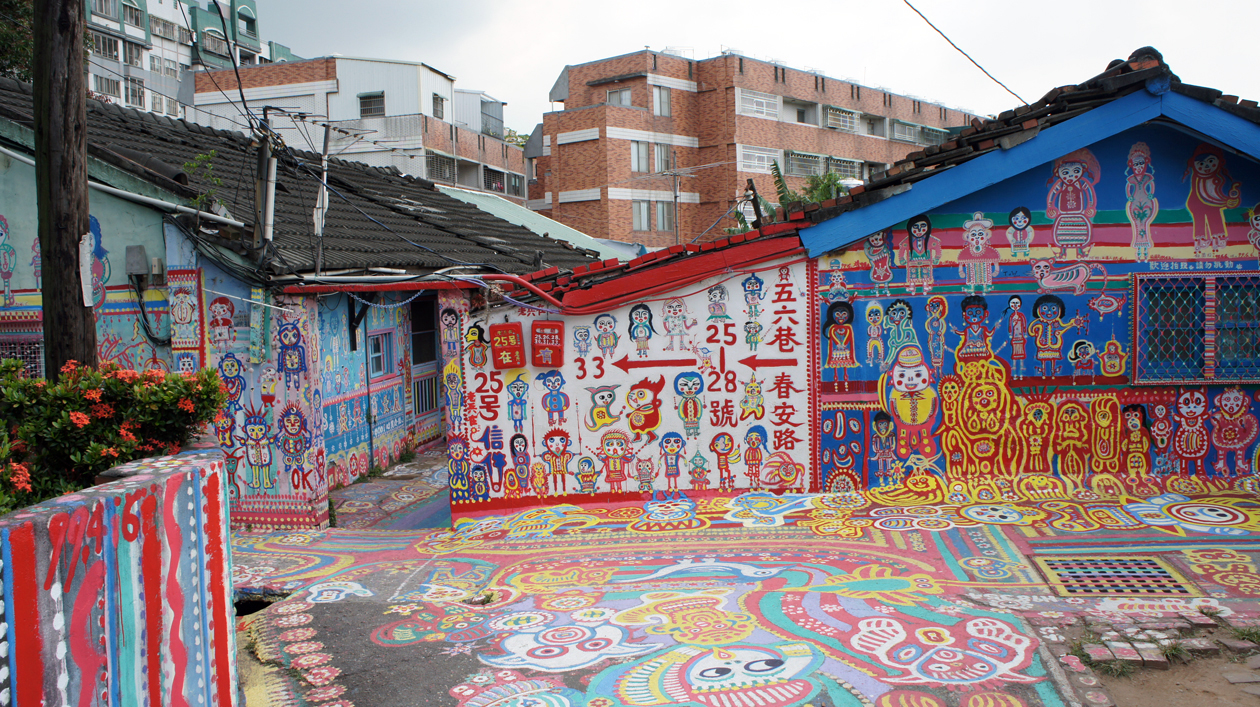
彩繪眷村

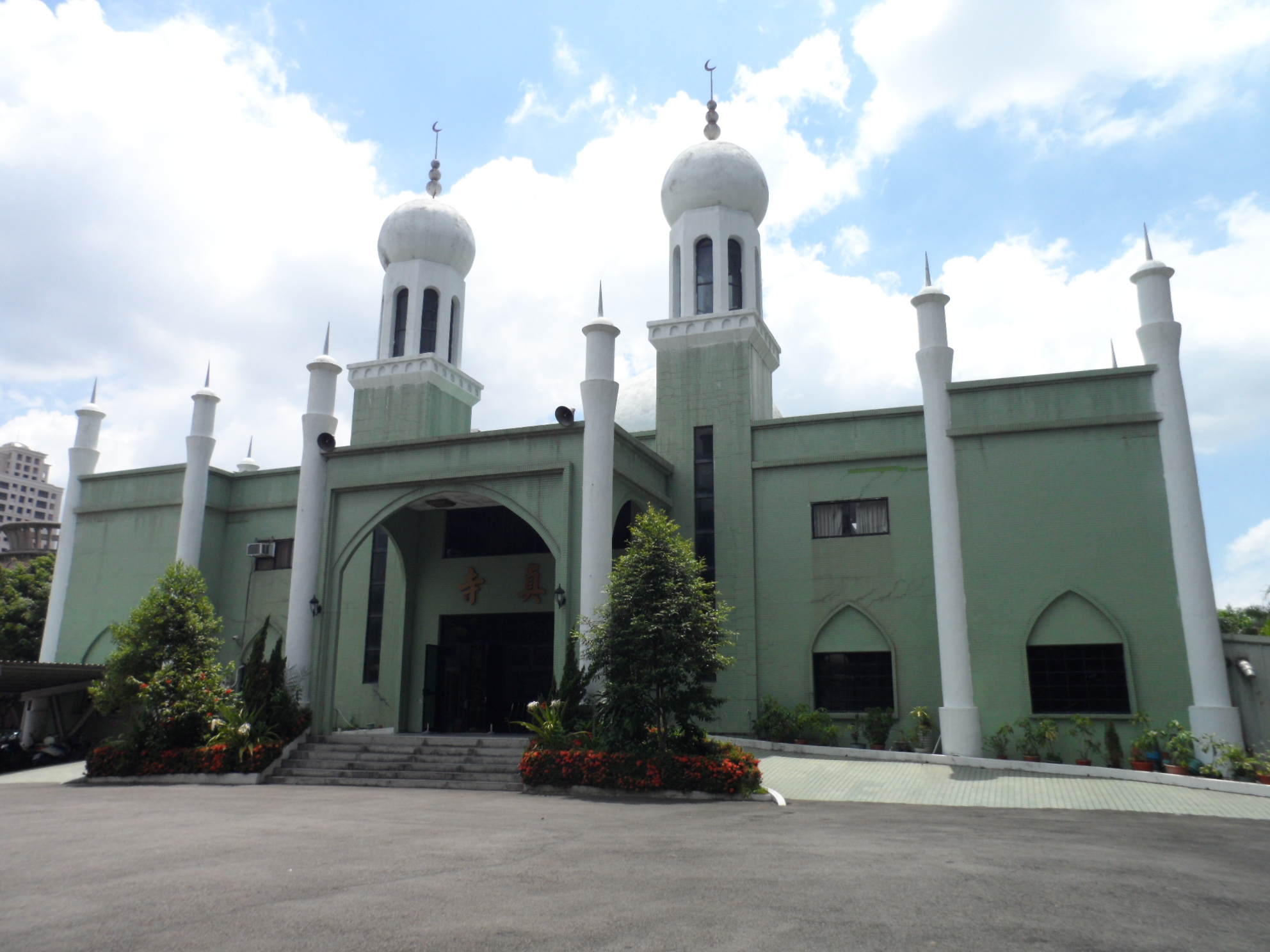
台中清真寺

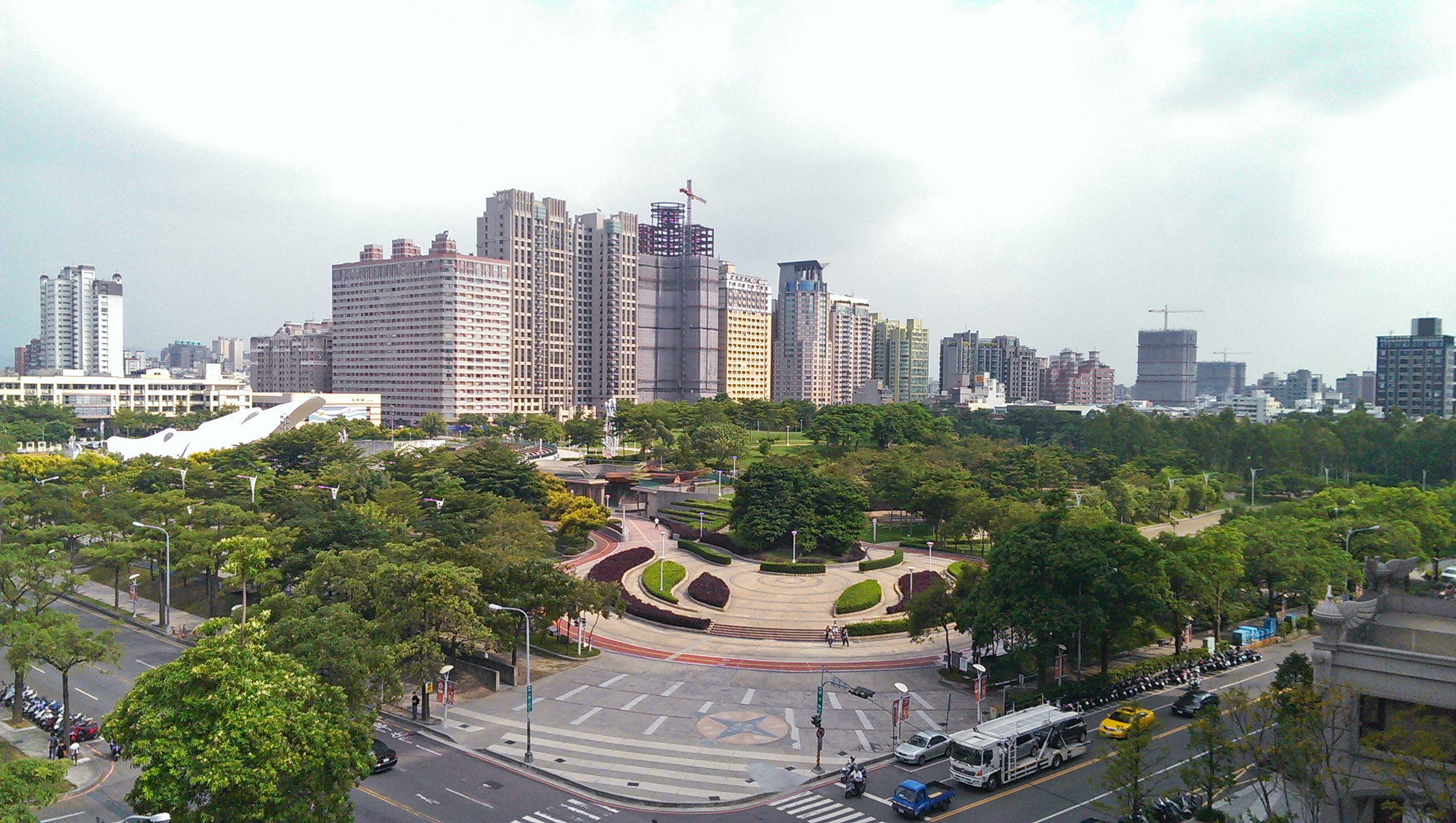
文心森林公園

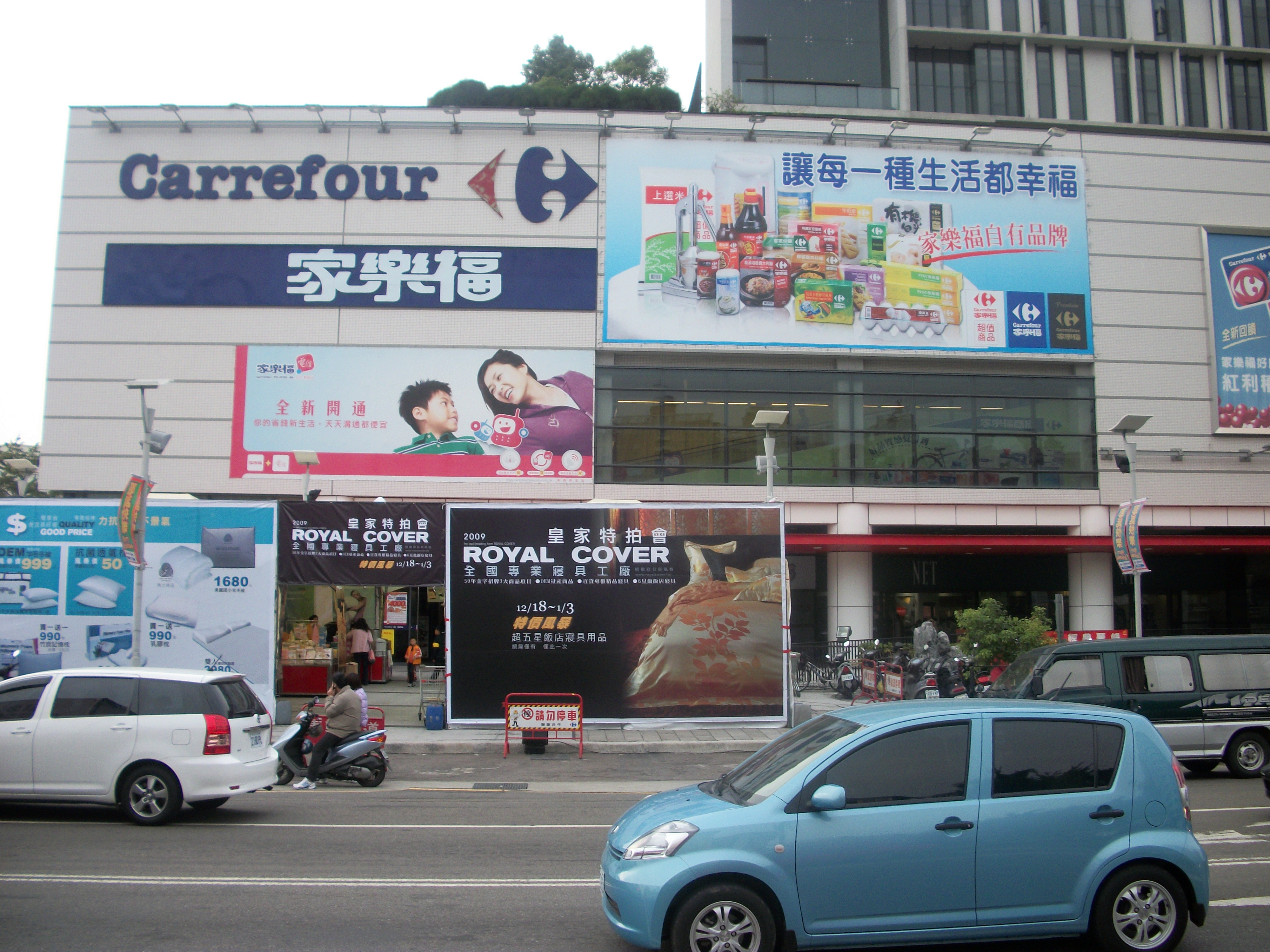
家樂福文心店

### 人文景點
著名宗教場所
- 萬和宮
- 南屯文昌廟
- 水安宮
- 法鼓山農禪寺台中分院
- 佛光山惠中寺
- 南屯天主堂
- 台中清真寺

古蹟與藝術場館
- 南屯老街
- 彩繪眷村
- 廖煥文墓
- 輔之居
- 台中動物之家
- 臺中監獄矯正教育館

商圈與商場
- 公益路商圈
- 好市多台中店
- 迪卡儂台中店
- IKEA台中店
- 家樂福文心店
- 家樂福大墩店
- 秀泰生活台中文心店
- 台中魚市場（哈魚碼頭觀光魚市、潮港城國際美食館）
- 湖水岸藝術街

### 自然景點與公園
- 文心森林公園（含圓滿戶外劇場）
- 望高寮夜景公園
- 望高寮景觀園區
- 豐樂雕塑公園
- 豐富公園
- 南屯公園
- 台中金城武樹

## 外部連結
- 南屯區公所 （页面存档备份，存于）